# Catar en la Copa Oro de la Concacaf 2021

## Participación

### Partidos
| Fecha       | Lugar    | Instancia        |          |                     | Resultado |                           |                |
| ----------- | -------- | ---------------- | -------- | ------------------- | --------- | ------------------------- | -------------- |
| 13 de julio | Houston  | Fase de grupos   | Catar    | Bandera de Catar    | 3:3 (0:0) | Bandera de Panamá         | Panamá         |
| 17 de julio | Houston  | Fase de grupos   | Granada  | Bandera de Granada  | 1:6 (0:2) | Bandera de Catar          | Catar          |
| 20 de julio | Houston  | Fase de grupos   | Honduras | Bandera de Honduras | 0:2 (0:1) | Bandera de Catar          | Catar          |
| 24 de julio | Glendale | Cuartos de final | Catar    | Bandera de Catar    | 3:2 (2:0) | Bandera de El Salvador    | El Salvador    |
| 29 de julio | Austin   | Semifinales      | Catar    | Bandera de Catar    | 0:1 (0:0) | Bandera de Estados Unidos | Estados Unidos |

### Grupo D
| Selección | Pts | PJ | PG | PE | PP | GF | GC | Dif |
| --------- | --- | -- | -- | -- | -- | -- | -- | --- |
| Catar     | 7   | 3  | 2  | 1  | 0  | 9  | 3  | +6  |
| Honduras  | 6   | 3  | 2  | 0  | 1  | 7  | 4  | +3  |
| Panamá    | 4   | 3  | 1  | 1  | 1  | 8  | 7  | +1  |
| Granada   | 0   | 3  | 0  | 0  | 3  | 1  | 11 | −10 |

#### Catar vs. Panamá
| 13 de julio | Catar                                     | 3:3 (0:0) | Panamá                                | BBVA Stadium, Houston                                                     |                                                                           |
| 20:57 | Afif 48' · Ali 53' · Al-Haidos 63' (pen.) | Reporte   | Blackburn 51', 58' · Davis 79' (pen.) | Asistencia: 10 625 espectadores Árbitro(s): César Ramos VAR: Carlos Ayala | Asistencia: 10 625 espectadores Árbitro(s): César Ramos VAR: Carlos Ayala |
| El partido estaba originalmente programado para las 19:00 (UTC-4), se retrasó hasta las 20:57 EDT debido a tormentas eléctricas en el área. |                                           |           |                                       |                                                                           |                                                                           |

#### Granada vs. Qatar
| 17 de julio | Granada | 0:4 (0:3) | Catar                                        | BBVA Stadium, Houston                                                         |                                                                               |
| 19:30       |         | Reporte   | Hatem 11' · Afif 22' · Muntari 36' · Ali 46' | Asistencia: 7173 espectadores Árbitro(s): Armando Villarreal VAR: Arturo Cruz | Asistencia: 7173 espectadores Árbitro(s): Armando Villarreal VAR: Arturo Cruz |

#### Honduras vs. Qatar
| 20 de julio | Honduras | 0:2 (0:1) | Catar                     | BBVA Stadium, Houston                                                  |                                                                        |
| 21:30       |          | Reporte   | Ahmed 25' · Muntari 90+5' | Asistencia: 12 630 espectadores Árbitro(s): Jair Marrufo VAR: Tim Ford | Asistencia: 12 630 espectadores Árbitro(s): Jair Marrufo VAR: Tim Ford |

### Cuartos de final

#### Catar vs. El Salvador
| 24 de julio de 2021, 19:30 | Catar                         | 3:2 (2:0) | El Salvador    | State Farm Stadium, Glendale                                   |                                                                |
|                            | Ali 2', 55' (pen.) · Hatem 8' | Reporte   | Rivas 63', 66' | Asistencia: 64 211 espectadores Árbitro(s): Fernando Hernández | Asistencia: 64 211 espectadores Árbitro(s): Fernando Hernández |

### Semifinales

#### Catar vs. Estados Unidos
| 29 de julio de 2021, 19:30 | Catar | 0:1 (0:0) | Estados Unidos | Q2 Stadium, Austin                                                |                                                                   |
|                            |       | Reporte   | Zardes 86'     | Asistencia: 20 500 espectadores Árbitro(s): Juan Gabriel Calderón | Asistencia: 20 500 espectadores Árbitro(s): Juan Gabriel Calderón |